# Uchidella marginata
Uchidella marginata là một loài tò vò trong họ Ichneumonidae.